# Sebastiano Baggio
Sebastiano Baggio (Rosà, 16 maggio 1913 – Roma, 21 marzo 1993) è stato un cardinale e arcivescovo cattolico italiano.

## Biografia
Nacque a Rosà, in provincia e diocesi di Vicenza, il 16 maggio 1913.

### Formazione e ministero sacerdotale
Conseguita la maturità classica, entrò nel seminario di Vicenza, dove compì gli studi di filosofia e di teologia. Inviato a Roma per seguire i corsi della Pontificia Università Gregoriana, si laureò in Diritto canonico.
Il 21 dicembre 1935 fu ordinato presbitero dal vescovo Ferdinando Rodolfi.
Nel 1938 iniziò il diretto servizio alla Santa Sede, svolgendo il suo lavoro nelle nunziature apostoliche in El Salvador, in Bolivia, in Venezuela, in Colombia, dove, in qualità di incaricato d'affari, curò tra l'altro l'organizzazione, a Cali, del congresso eucaristico dei paesi latinoamericani.
Nel periodo di attività presso la Segreteria di Stato della Santa Sede (1946-1948) e poi come sostituto della Congregazione concistoriale (1950-1953), come già durante la permanenza in America Latina, egli svolse sempre un intenso lavoro pastorale, esercitando il ministero nella parrocchia di Casal Bertone, dedicandosi all'assistenza dei bambini di Villa Nazaret.
Fu sempre legato allo scautismo, sul quale teneva conferenze e scriveva articoli di formazione spirituale, firmati con il nome di caccia Condor de los Andes. Fu assistente generale dell'Associazione Scouts Cattolici Italiani (ASCI). In seguito, nel 1976, si spese per ottenere il riconoscimento dell'Associazione Guide e Scouts Cattolici Italiani (AGESCI, l'associazione che aveva preso da poco il posto dell'ASCI) da parte della Conferenza Episcopale Italiana.

### Ministero episcopale e cardinalato
Nel 1953 papa Pio XII lo nominò nunzio apostolico in Cile, ove rimase per sei anni, affiancando l'episcopato del Cile nella promozione di varie iniziative pastorali, specialmente in aiuto alle popolazioni più bisognose. Nel 1959 fu nominato delegato apostolico in Canada, dove visitò tutte le diocesi, curando in modo speciale l'assistenza agli immigrati portoghesi e italiani; nel 1964 divenne nunzio apostolico in Brasile, e in questa immensa nazione svolse un'attività intensa, promuovendo l'erezione di diciassette nuove diocesi e visitando le zone più povere e disagiate e aiutando in ogni modo i missionari.

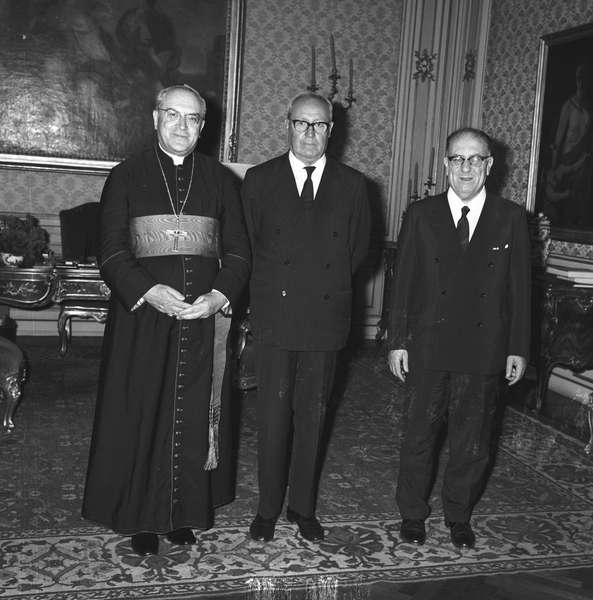
Il cardinale Baggio con il presidente della Repubblica Italiana Giuseppe Saragat, il 13 agosto 1969.

Nel 1969, durante il concistoro pubblico per la creazione dei nuovi cardinali di Santa Romana Chiesa, Paolo VI lo elevò a cardinale e fu il porporato italiano più giovane fino alla creazione del cardinale Salvatore Pappalardo. Fu nominato poi, dallo stesso pontefice, arcivescovo metropolita di Cagliari e ricevette il pallio.
Nel 1973 diventò prefetto della Congregazione per i vescovi. In questa veste seguì il processo di riorganizzazione delle diocesi in Italia appoggiando la linea che ne favoriva la riduzione del numero mediante l'accorpamento su base provinciale. Successivamente fu nominato anche presidente della Pontificia commissione per l'America Latina, e della Commissione per la pastorale delle migrazioni e del turismo. 
Fu anche cardinale patrono del Sovrano Militare Ordine di Malta e, per alcuni anni, presidente della Pontificia commissione per lo Stato della Città del Vaticano. Fu nominato camerlengo di Santa Romana Chiesa e sottodecano del Collegio cardinalizio, oltre che membro di diverse congregazioni romane.
Nei due conclavi del 1978 fu considerato "papabile" da alcuni giornalisti, ma lui considerava la cosa improbabile.
Lo scrittore David Yallop riferisce nel suo libro "in nome di dio" di un suo aspro litigio con Albino Luciani, Giovanni Paolo I, perché rifiutava la decisione del Papa di trasferirlo ad altri incarichi.
Tale litigio, avvenuto la sera prima della morte del pontefice, è riportato anche da don Charles Theodore Murr, segretario del cardinale canadese Édouard Joseph Gagnon, incaricato da Paolo VI di condurre una Visita Apostolica presso la Curia romana onde accertare la veridicità delle accuse mosse dai cardinali Dino Staffa e Silvio Oddi al cardinale Baggio e a monsignor Annibale Bugnini, sospettati di essere affiliati alla massoneria. I risultati dell’inchiesta, raccolti in tre volumi, furono presentati a Paolo VI, il quale - sentendosi prossimo alla fine - pregò il Visitatore di custodirli e consegnarli al suo successore. La decisione di Giovanni Paolo I di trasferire il cardinale Baggio alla sede di Venezia (appena liberata dall'elezione di Luciani a pontefice), fermamente rifiutata dal cardinale Baggio, parrebbe legata alle informazioni raccolte durante l'inchiesta svolta dal Visitatore.
Per la profonda conoscenza dei problemi dell'America Latina, Baggio fu scelto da papa Paolo VI e confermato da papa Giovanni Paolo II tra i tre presidenti della riunione del Consiglio episcopale latinoamericano a Puebla nel 1979.
Morì il 21 marzo 1993, all'età di 79 anni, al Policlinico Agostino Gemelli di Roma per una emorragia cerebrale. Riposa nella tomba di famiglia nel cimitero di Rosà.

## Genealogia episcopale e successione apostolica
La genealogia episcopale è:
- Cardinale Scipione Rebiba
- Cardinale Giulio Antonio Santori
- Cardinale Girolamo Bernerio, O.P.
- Arcivescovo Galeazzo Sanvitale
- Cardinale Ludovico Ludovisi
- Cardinale Luigi Caetani
- Cardinale Ulderico Carpegna
- Cardinale Paluzzo Paluzzi Altieri degli Albertoni
- Papa Benedetto XIII
- Papa Benedetto XIV
- Cardinale Enrico Enriquez
- Arcivescovo Manuel Quintano Bonifaz
- Cardinale Buenaventura Córdoba Espinosa de la Cerda
- Cardinale Giuseppe Maria Doria Pamphilj
- Papa Pio VIII
- Papa Pio IX
- Cardinale Alessandro Franchi
- Cardinale Giovanni Simeoni
- Cardinale Antonio Agliardi
- Cardinale Basilio Pompilj
- Cardinale Adeodato Piazza, O.C.D.
- Cardinale Sebastiano Baggio

La successione apostolica è:
- Vescovo Antonio María Michelato Danese, O.S.M. (1955)
- Arcivescovo José Manuel Santos Ascarza, O.C.D. (1955)
- Arcivescovo Francisco de Borja Valenzuela Ríos (1956)
- Vescovo Francisco Maximiano Valdés Subercaseaux, O.F.M.Cap. (1956)
- Vescovo Carlos Guillermo Hartl de Laufen, O.F.M.Cap. (1957)
- Arcivescovo Emilio Tagle Covarrubias (1958)
- Arcivescovo Alberto Rencoret Donoso (1958)
- Arcivescovo Louis Joseph Jean Marie Fortier (1961)
- Vescovo Jacques Landriault (1962)
- Vescovo Norman Joseph Gallagher (1963)
- Vescovo Jules Leguerrier, O.M.I. (1964)
- Vescovo Pedro Paulo Koop, M.S.C. (1964)
- Vescovo Giocondo Maria Grotti, O.S.M. (1965)
- Vescovo Giuseppe Maritano, P.I.M.E. (1966)
- Vescovo Angelo Félix Mugnol (1966)
- Vescovo Luiz Roberto Gomes de Arruda, T.O.R. (1966)
- Arcivescovo Pedro Antônio Marchetti Fedalto (1966)
- Arcivescovo Gilberto Pereira Lopes (1966)
- Vescovo Angelo Maria Rivato, S.I. (1967)
- Vescovo Michele Alagna Foderá, S.D.B. (1967)
- Vescovo Alquilio Alvarez Diez, O.A.R. (1967)
- Vescovo Francis Paul McHugh, S.F.M. (1967)
- Arcivescovo Juvenal Roriz, C.SS.R. (1967)
- Vescovo Tomás Balduíno, O.P. (1967)
- Vescovo Jorge Scarso, O.F.M.Cap. (1968)
- Vescovo Benjamin de Souza Gomes (1968)
- Vescovo Giovanni Cogoni (1970)
- Vescovo Salvatore Delogu (1972)
- Arcivescovo Ottorino Pietro Alberti (1973)
- Cardinale Anastasio Alberto Ballestrero, O.C.D. (1974)
- Arcivescovo Giuseppe Casale (1974)
- Vescovo Giovanni Benedetti (1975)
- Arcivescovo Vincenzo Franco (1975)
- Arcivescovo Pier Giuliano Tiddia (1975)
- Arcivescovo Salvatore Isgrò (1975)
- Vescovo Giovanni Pes (1975)
- Vescovo Giovanni D'Ascenzi (1975)
- Arcivescovo Luigi Bommarito (1976)
- Arcivescovo Giovanni Maria Sartori (1977)
- Abate-Vescovo Martino Matronola, O.S.B. (1977)
- Arcivescovo Andrea Mariano Magrassi, O.S.B. (1977)
- Arcivescovo Antonio Valentini (1977)
- Arcivescovo Serafino Sprovieri (1978)
- Vescovo Giovanni Pisanu (1978)
- Vescovo Angelo Campagna (1978)
- Vescovo Luigi Scuppa (1978)
- Vescovo Emanuele Catarinicchia (1978)
- Arcivescovo Francesco Cuccarese (1979)
- Arcivescovo Antonio Nuzzi (1981)
- Arcivescovo Gerardo Pierro (1981)
- Vescovo Vincenzo Cozzi (1981)
- Vescovo Antioco Piseddu (1981)
- Vescovo Benito Stanislao Andreotti, O.S.B. (1982)
- Vescovo Martino Gomiero (1982)
- Vescovo Lorenzo Chiarinelli (1983)
- Vescovo Giovanni Paolo Gibertini, O.S.B. (1983)
- Arcivescovo Giuseppe Chiaretti (1983)
- Vescovo Alessandro Maggiolini (1983)
- Arcivescovo Ettore Di Filippo (1983)
- Arcivescovo Mario Peressin (1983)
- Vescovo Pietro Meloni (1983)
- Vescovo Emil Lorenz Stehle (1983)
- Vescovo Franco Gualdrini (1983)
- Vescovo Giovanni Francesco Pala (1984)
- Cardinale Agostino Marchetto (1985)